# Heteromastus tohbaiensis
Heteromastus tohbaiensis är en ringmaskart som beskrevs av Yoshitaka Yabe och Shunsuke F. Mawatari 1998. Heteromastus tohbaiensis ingår i släktet Heteromastus och familjen Capitellidae. Inga underarter finns listade i Catalogue of Life.